# Fasci giovanili di combattimento
I fasci giovanili di combattimento (abbreviato F.G.C. oppure al plurale FF.GG.CC.) furono un'organizzazione giovanile del Partito Nazionale Fascista.

## Storia

### Origini
La prima organizzazione giovanile fascista era nata nel 1919 e all'interno dei singoli fasci: le Avanguardie giovanili studentesche. Era stato poi Michele Bianchi a organizzare nel 1921, all'interno del neonato PNF, il movimento giovanile del partito, denominandola Avanguardia giovanile fascista e confluita nel 1926 nell'Opera nazionale balilla.
I fasci giovanili di combattimento furono costituiti dal Gran consiglio del fascismo l'8 ottobre 1930 per completare l'inquadramento formativo dei ragazzi e delle ragazze dai 18 ai 21 anni, non più di competenza dell'Opera nazionale balilla.
I Fasci giovanili dipendevano direttamente dal Partito nazionale fascista, a differenza dell'Opera Balilla, che dipendeva dalla Presidenza del consiglio dei ministri. Nel 1930 fu costituita, parallelamente ai Fasci giovanili di combattimento, anche un'organizzazione femminile per la fascia di età 18-21, i Gruppi giovani fasciste.
Gli iscritti all'organizzazione, chiamati giovani fascisti, dovevano ogni sabato partecipare al sabato fascista, continuando l'istruzione premilitare marciando in piazza o negli spazi a loro riservati dai gruppi rionali fascisti. 
Una delle attività più importanti dei Fasci giovanili era la preparazione militare degli iscritti. La formazione premilitare fu resa obbligatoria nel 1930 per tutti i giovani, ma gli iscritti ai Fasci giovanili subivano molte pressioni perché partecipassero. Inoltre, l'organizzazione si occupava della politicizzazione degli iscritti, che avveniva soprattutto mediante le conferenze dei dirigenti e la partecipazione a parate e cerimonie.
Nel complesso, nei Fasci giovanili militarono circa 2.000.000 di giovani, sebbene non tutti partecipassero regolarmente alle attività dell'organizzazione.

### Lo sport dei fasci giovanili
Nel 1927 il regime definì l'attività sportiva quale principale strumento per la crescita mentale e fisica dei giovani. Dette perciò ordine a tutte le istituzioni pubbliche (podestà, enti sportivi provinciali fascisti e le province) di organizzare e gestire manifestazioni sportive.
A tutti coloro che si iscrivevano al partito ed ai giovani che fossero entrati nei fasci giovanili, vennero garantite notevoli agevolazioni sia per l'acquisto di vestiario e materiale sportivo sia per l'iscrizione, la partecipazione e la visione delle manifestazioni sportive. Gli sconti riservati ai fasci giovanili erano normalmente tra il 20% ed il 25% delle tasse di iscrizione e partecipazione ai campionati. Questi ultimi erano loro riservati da ogni federazione sportiva, con tanto di attribuzione dei titoli di campione provinciale e regionale dei fasci giovanili.
I gruppi sportivi ebbero uno sviluppo notevole soprattutto nel calcio e nella pallacanestro, diventando il fiore all'occhiello delle federazioni provinciali fasciste, che portavano le proprie rappresentative provinciali ai "Littoriali dello Sport", clou dell'attività sportiva primaverile che si svolgeva a metà maggio. Ai Littoriali tanti ragazzi e ragazze, già "promesse" in ambito provinciale, fecero esperienza per diventare in seguito veri campioni sportivi ed olimpici.

### La creazione della GIL
Dopo la Guerra di Etiopia il regime fascista andò incontro a cambiamenti significativi. Iniziò la fase dell'accelerazione totalitaria e la presenza del Partito nazionale fascista sulla società divenne più invasiva. Il segretario Starace non accettava che l'educazione dei giovani non fosse gestita completamente dal partito, perché l'Opera nazionale Balilla guidata da Renato Ricci era considerati troppo autonoma. Dopo molte discussioni, si decise di creare una nuova organizzazione, sottoposta al controllo del PNF.
È per questo motivo che, al termine della guerra d'Etiopia, i fasci giovanili e l'Opera nazionale balilla furono unificati e convogliati nella Gioventù italiana del littorio (GIL), a cui il legislatore (1937) rese possibile trasformare le associazioni sportive giovanili in vere e proprie società sportive autonome, finanziate dallo Stato oppure, avendo capacità giuridica, tramite sovvenzioni ed eredità.